# Marquesado de Almonacid de los Oteros
El marquesado de Almonacid de los Oteros es un título nobiliario español creado por el rey Felipe IV el 4 de septiembre de 1663 a favor de Carlos Manuel Homodei Lasso de la Vega y Pacheco, aunque el Real Decreto se concedió en 29 de junio de 1629 a favor de Leonor María Colón de Portugal y Portocarrero, hija de Nuño Álvares Pereira Colón y Portugal IV duque de Veragua, y de Aldonza de Portocarrero con la denominación de marquesado de Villanueva del Ariscal y fue cambiado el nombre del título por el mismo rey en 1663.
La denominación hace referencia a la localidad de Almonacid de los Oteros, actualmente Valdesaz de los Oteros, provincia de León.

## Historia de los marqueses de Almonacid de los Oteros
- Leonor María Colón de Portugal y Portocarrero, I marquesa de Almonacid de los Oteros, I (y única) marquesa de Villanueva del Ariscal, (creado este marquesado en 1629, con cambio de denominación en 1663 al actual "Marquesado de Almonacid de los Oteros").[1]

Se casó con Agustín Homodei y Lurana, II marqués de la Piovera, hijo de Carlos Homodei, I marqués de la Piovera en España y II marqués en Italia, y de Brites de Lurana. Le sucedió el hijo de su esposo y de su tercera mujer María Lasso de la Vega Pacheco y Mendoza:
- Carlos Manuel Homodei Lasso de la Vega y Pacheco (m. Madrid, 16 de enero de 1725), II marqués de Almonacid de los Oteros («real despacho de Felipe III de 4 de septiembre de 1663 a solicitud de su madre para que continuase el título, y que se confirmó por resolución a consulta del consejo de la cámara de 6 de octubre de 1657»),[6] III marqués de la Piovera, V marqués de Almonacir, V conde de Pabías, embajador en Turín, comendador mayor de la Orden de Cristo y caballerizo mayor de la reina María Luisa Gabriela de Saboya.[3]

Se casó en primeras nupcias en Madrid (San Martín) el 30 de noviembre de 1678 con Leonor de Moura Corte-Real y Aragón, IV marquesa de Castel-Rodrigo, III condesa de Lumiares, en Portugal, II duquesa de Nochera. Contrajo un segundo matrimonio, siendo su segundo esposo, con Francisca María Manuela Fernández de Córdoba-Folch de Cardona (m. 30 de marzo de 1722), IV condesa de Casa Palma, viuda de Pedro Nicolás López de Ayala Velasco y Cárdenas, conde de Fuensalida.  Sin descendientes.  Le sucedió, un sobrino de su primera esposa, hijo de Gisberto Pío de Saboya y de Joana de Moura-Corte-Real, V marquesa de Castel Rodrigo y III duquesa de Nochera:
- Francisco Pío de Saboya y Moura (1672-Madrid, 15 de septiembre de 1723),[9] III marqués de Almonacid de los Oteros,[10] VI marqués de Castel-Rodrigo, V conde de Lumiares, IV duque de Nochera, III príncipe de San Gregorio,[10] caballero de la Orden del Toisón de Oro.[9]

Contrajo matrimonio con Juana Spínola de la Cerda y Colonna (1683-enero de 1738), hija de Felipe Antonio Spínola, IV marqués de los Balbases, y de María Isabel de la Cerda. Le sucedió su hijo:
- Gisberto Pío de Saboya y Spínola (m. 12 de enero de 1776),[12] IV marqués de Almonacid de los Oteros, VII marqués de Castel-Rodrigo, VI conde de Lumiares, V duque de Nochera y IV príncipe de San Gregorio.

Se casó en primeras nupcias en Madrid el 25 de junio de 1738 con María Teresa de la Cerda y Téllez-Girón y en segundas con Joaquina de Benavides y de la Cueva. Sin descendientes de ninguno de sus matrimonios, le sucedió su hermana:
- Isabel María Pío de Saboya y Spínola (Madrid, 1719-Alicante, 8 de mayo de 1799), V marquesa de Almonacid de los Oteros,[10][13] VIII marquesa de Castel-Rodrigo, VII condesa de Lumiares, VI duquesa de Nochera, III princesa San Gregorio.[10]

Se casó en primeras nupcias el 7 de octubre de 1736 con Manuel de Velasco y López de Ayala, XII conde de Fuensalida, VI conde de Colmenar de Oreja, VIII conde de Barajas y de conde de Casa Palma. Sin descendientes. Contrajo un segundo matrimonio en Madrid el 21 de febrero de 1747 con Antonio José Valcárcel y Pérez Pastor, (m. diciembre de 1790). Le sucedió, de su segundo matrimonio, su hijo:
- Antonio Valcárcel Pío de Saboya y Moura (Alicante, 15 de marzo de 1748-Aranjuez, 14 de noviembre de 1808), VI marqués de Almonacid de los Oteros,[13][10] IX marqués de Castel-Rodrigo, VIII conde de Lumiares,[13] VII duque de Nochera.[10]

Se casó el 13 de marzo de 1772 con María Tomasa Pascual de Pobil y Sannazar,  hija del regidor de Alicante, Juan Pascual del Pobil y Rovira.  Le sucedió su hija:
- María de la Concepción Valcárcel y Pascual de Pobil (1774-.), VII marquesa de Almonacid de los Oteros,[10] XI marquesa de Castel-Rodrigo y X condesa de Lumiares y I princesa de Pío de Saboya en Italia.[10]

Se casó el 22 de agosto de 1794 en Valencia con Pascual Falcó de Belaochaga y Pujades, VII barón de Benifayó. Le sucedió su hijo:
- Juan Jacobo Falcó y Valcárcel (Valencia, 29 de enero de 1797-Bayona, 4 de noviembre de 1873), VIII marqués de Almonacid de los Oteros,[10] XIII marqués de Castel-Rodrigo, XI marqués de Almonacir, XII conde de Lumiares, VIII barón de Benifayó y príncipe Pío de Saboya.[10]

Se casó en primeras nupcias con Carolina d'Adda y Khevenhüller-Metsch y en segundas con su cuñada María Anna d'Adda y Khevenhüller-Metsch. Cedió este título a su hermano:
- Francisco Falcó y Valcárcel, IX marqués de Almonacid de los Oteros.[17]

Se casó con María del Pilar Dotres y Gibert. Sin descendientes. Le sucedió su sobrino:
- Alberto Falcó D'Adda y Valcárcel, X marqués de Almonacid de los Oteros por cesión y renuncia de su hermano mayor, Antonio.[17] Sin descendientes. Le sucedió su sobrina nieta:

- María de la Asunción Falcó y de la Gándara (Milán, 17 de agosto de 1883-31 de agosto de 1969), XI marquesa de Almonacid de los Oteros,[17] III condesa de Lumiares, X duquesa de Nochera.[17]

Se casó en Madrid el 2 de diciembre de 1917 con Pedro Caro y Martínez de Irujo (Madrid 20 de diciembre de 1881-ibid.,26 de junio de 1935), VII marqués de la Romana y duque de Sotomayor. Sin descendientes. Le sucedió su sobrino:
- Manuel Falcó y Anchorena (n. Madrid, 18 de octubre de 1936), XII marqués de Almonacid de los Oteros,[19][20] VI duque de Fernán Núñez,[21] XI conde de Cervellón,[22] XV marqués de Almonacir,[19] V duque de Bivona,[23] IX marqués de la Mina,[24] XVI conde de Barajas,[25] XV marqués de Alameda,[19]  XI marqués de Castelnovo,[19] XVI marqués de Miranda de Anta,[19] XVII conde de Anna,[19] XV conde de Molina de Herrera,[19] XI conde de Montehermoso,[19] XIII conde de Pezuela de las Torres,[19] XI conde de Puertollano,[19] XII conde de Saldueña,[19] señor de la Higuera de Vargas,[26] VII duque del Arco[27] y V conde de Xiquena.

Casado el 29 de mayo de 1986 con María Cristina Ligués y Creus. Padres de Manuel Fernando (n. Madrid, 23 de junio de 1987) y de Cristina Falcó y Ligués (n. Madrid, 12 de julio de 1988).